# Liste der Kulturdenkmale in Weimar (Ortsteile)
Die Liste der Kulturdenkmale in Weimar (Ortsteile) umfasst die Kulturdenkmale der Ortsteile der thüringischen Stadt Weimar, die vom Thüringischen Landesamt für Denkmalpflege und Archäologie als Bau- und Kunstdenkmale auf dem Gebiet der Stadt mit Stand vom 20. November 2013 erfasst wurden.
Die Kulturdenkmale des Stadtgebietes – Einzeldenkmale oder Ensembles – sind in folgenden Listen aufgeführt:
- Liste der Kulturdenkmale in Weimar (Einzeldenkmale)
- Liste der Kulturdenkmale in Weimar (Sachgesamtheiten und Ensembles)
- Liste der Unesco-Denkmale in Weimar.

## Legende
- Bild: zeigt ein Bild des Kulturdenkmals und gegebenenfalls einen Link zu weiteren Fotos des Kulturdenkmals im Medienarchiv Wikimedia Commons
- Bezeichnung: Name, Bezeichnung oder die Art des Kulturdenkmals
- Lage: Wenn vorhanden Straßenname und Hausnummer des Kulturdenkmals; Grundsortierung der Liste erfolgt nach dieser Adresse. Der Link Karte führt zu verschiedenen Kartendarstellungen und nennt die Koordinaten des Kulturdenkmals.
 Kartenansicht, um Koordinaten zu setzen – in dieser Kartenansicht sind Kulturdenkmale ohne Koordinaten mit einem roten bzw. orangen Marker dargestellt und können in der Karte gesetzt werden. Kulturdenkmale ohne Bild sind mit einem blauen bzw. roten Marker gekennzeichnet, Kulturdenkmale mit Bild mit einem grünen bzw. orangen Marker.
- Datierung: gibt das Jahr der Fertigstellung beziehungsweise das Datum der Erstnennung oder den Zeitraum der Errichtung an
- Beschreibung: bauliche und geschichtliche Einzelheiten des Kulturdenkmals, vorzugsweise die Denkmaleigenschaften
- ID: Die ID identifiziert das Kulturdenkmal eindeutig. In Thüringen sind aktuell keine IDs veröffentlicht. In der ID-Spalte kann sich auch folgendes Icon  befinden, dies führt zu Angaben zu diesem Kulturdenkmal bei Wikidata.

## Denkmallisten nach Ortsteilen

### Ehringsdorf
Diese Liste enthält die Kulturdenkmale in Ehringsdorf, einem Stadtteil von Weimar.

## Legende
- Bild: zeigt ein Bild des Kulturdenkmals und gegebenenfalls einen Link zu weiteren Fotos des Kulturdenkmals im Medienarchiv Wikimedia Commons
- Bezeichnung: Name, Bezeichnung oder die Art des Kulturdenkmals
- Lage: Wenn vorhanden Straßenname und Hausnummer des Kulturdenkmals; Grundsortierung der Liste erfolgt nach dieser Adresse. Der Link Karte führt zu verschiedenen Kartendarstellungen und nennt die Koordinaten des Kulturdenkmals.
 Kartenansicht, um Koordinaten zu setzen – in dieser Kartenansicht sind Kulturdenkmale ohne Koordinaten mit einem roten bzw. orangen Marker dargestellt und können in der Karte gesetzt werden. Kulturdenkmale ohne Bild sind mit einem blauen bzw. roten Marker gekennzeichnet, Kulturdenkmale mit Bild mit einem grünen bzw. orangen Marker.
- Datierung: gibt das Jahr der Fertigstellung beziehungsweise das Datum der Erstnennung oder den Zeitraum der Errichtung an
- Beschreibung: bauliche und geschichtliche Einzelheiten des Kulturdenkmals, vorzugsweise die Denkmaleigenschaften
- ID: Die ID identifiziert das Kulturdenkmal eindeutig. In Thüringen sind aktuell keine IDs veröffentlicht. In der ID-Spalte kann sich auch folgendes Icon  befinden, dies führt zu Angaben zu diesem Kulturdenkmal bei Wikidata.

## Denkmallisten

### Denkmalensemble Schloss und Schlosspark Belvedere
Sachgesamtheit nach § 2 Abs. 1 ThDSchG und Historische Park- und Gartenanlage nach § 2 Abs. 6 ThürDSchG
Schlosskomplex mit Kavaliershäusern, Wirtschaftsgebäuden (Gärtnerei, Bohrstockschuppen, Küchgartenhaus), Orangeriegebäuden mit Heizungsanlagen (einschließlich Langem Haus und Neuem Haus), Gärtnerwohnhaus, Rotem Turm und Schlosspark Belvedere innerhalb Abzweig Belvedere Allee – Possendorfer Chaussee – südliche Geländegrenze – Taubacher Weg mit sowjetischem Soldatenfriedhof sowie Parkbauten bzw. Kleinplastiken und Wasseranlagen: Pavillon im Blumengarten, Eishaus mit Steinkorb und Steinbank, Rosenlaube einschließlich Büsten (Carl August und Louise von Sachsen-Weimar-Eisenach) auf Sockeln, Mooshütte und Moosbassin; Russischer Garten mit: Laubengang, Amorplastik, Plastiken der vier Jahreszeiten, acht Vasen auf Sockeln mit Mittelgang, Floralaube mit Floraskulptur, Eiserne Vasen im Lindengarten; zwei Puttenplastiken vor dem Russischen Garten, Naturtheater mit Bühnenlaube, Floraplatz mit steinernem Blumengestell und Steinbank, Große Grotte (künstliche Ruine) mit Löwenskulptur (z. Zt. ausgelagert), Kleine Grotte, Schneckenberg am Gegenhang, sogenannte Riesengrotte, Vier-Gelehrten-Platz mit Büsten Goethes, Schillers, Herders und Wielands auf Sockeln, Obelisk, zwei Sonnenuhren um Blumengarten, Schlossfontäne auf dem Schlossvorplatz, Delphinbrunnen, Große Fontäne mit Wasserspiegel und Becken, Rosenberceau mit Brunnenschale, Wasserbecken an sogenannter Einsamkeit (Hainturm siehe Forst Belvedere)

| Bild                                    | Bezeichnung                       | Lage                            | Datierung | Beschreibung | ID |
| --------------------------------------- | --------------------------------- | ------------------------------- | --------- | --- | -- |
| weitere Bilder Fotos hochladen          | Schloss und Schlosspark Belvedere | Ehringsdorf (Karte)             |           | |    |
| Fotos hochladen                         | Kavaliershäuser                   | Schloss Belvedere 9, 13 (Karte) |           | Kavaliershäuser |    |
| Direkt Bild zu diesem Denkmal hochladen | Wirtschaftsgebäude                | Koordinaten fehlen! Hilf mit.   |           | Wirtschaftsgebäude (Gärtnerei, Bohrstockschuppen, Küchgartenhaus) |    |
| weitere Bilder Fotos hochladen          | Orangerie                         | Schloss Belvedere 15 (Karte)    |           | Orangeriegebäude mit Heizungsanlagen (einschließlich Langem Haus und Neuem Haus) |    |
| Direkt Bild zu diesem Denkmal hochladen | Gärtnerwohnhaus                   | Koordinaten fehlen! Hilf mit.   |           | Gärtnerwohnhaus |    |
| weitere Bilder Fotos hochladen          | Roter Turm                        | (Karte)                         |           | Roter Turm |    |
| weitere Bilder Fotos hochladen          | Soldatenfriedhof                  | (Karte)                         |           | sowjetischer Soldatenfriedhof |    |
| Fotos hochladen                         | Pavillon                          | (Karte)                         |           | Pavillon im Blumengarten |    |
| Fotos hochladen                         | Büste                             | (Karte)                         | 1815      | Carl August von Sachsen-Weimar-Eisenach |    |
| Fotos hochladen                         | Büste                             | (Karte)                         | 1815      | Louise von Sachsen-Weimar-Eisenach |    |
| Fotos hochladen                         | Büste                             | Gelehrtenplatz (Karte)          | um 1818   | Herder-Büste |    |
| Fotos hochladen                         | Büste                             | Gelehrtenplatz (Karte)          | um 1818   | Goethe-Büste |    |
| Fotos hochladen                         | Büste                             | Gelehrtenplatz (Karte)          | um 1818   | Schiller-Büste |    |
| Fotos hochladen                         | Büste                             | Gelehrtenplatz (Karte)          | um 1818   | Wieland-Büste |    |
| Fotos hochladen                         | Rosenberceau                      | (Karte)                         |           | Rosenberceau mit Brunnenschale |    |
| Fotos hochladen                         | Obelisk                           | (Karte)                         | 1822–1823 | Obelisk |    |
| Fotos hochladen                         | Russischer Garten                 | (Karte)                         | 1811      | Russischer Garten mit: Laubengang, Amorplastik, Plastiken der vier Jahreszeiten, acht Vasen auf Sockeln mit Mittelgang, Floralaube mit Floraskulptur, Eiserne Vasen im Lindengarten |    |

### Einzeldenkmale in Ehringsdorf
| Bild                           | Bezeichnung                                                     | Lage                                     | Datierung                        | Beschreibung | ID |  |
| ------------------------------ | --------------------------------------------------------------- | ---------------------------------------- | -------------------------------- | --- | -- |  |
| weitere Bilder Fotos hochladen | Kirche St. Marien                                               | Ehringsdorf, Anger (Karte)               |                                  | Ev.-luth. Kirche St. Marien, mit Ausstattung, ummauerten Kirchhof und historischen Grabsteinen                                   |    |  |
| BW                             | Wohnhaus                                                        | Ehringsdorf, Braugasse 1 (Karte)         |                                  | |    |  |
| BW                             | Gutshaus Braugasse 2                                            | Ehringsdorf, Braugasse 2 (Karte)         |                                  | |    |  |
| weitere Bilder Fotos hochladen | Brauerei                                                        | Ehringsdorf, Braugasse 13 (Karte)        | 1871 bis 1883                    | Brauerei mit Sudhaus, Malzdarre, Brau- und Eiskellern und Speichergebäuden entlang dem Hainweg sowie Wohnhaus Am Hainweg [Nr. 6] |    |  |
| weitere Bilder Fotos hochladen | Friedhofskapelle                                                | Ehringsdorf, Hinter dem Friedhof (Karte) |                                  | |    |  |
| BW                             | Wohnhaus                                                        | Ehringsdorf, Kippergasse 7a (Karte)      |                                  | |    |  |
| Ortsteil = Ehringsdorf!/\|BW   | [[Grundschule Parkschule Ehringsdorf\|Schule mit Lehrerwohnhaus | Ortsteil = Ehringsdorf]]                 | Weimarische Straße 19/21 (Karte) | |    |  |
| BW                             | Neubauernhof                                                    | Ehringsdorf, Neu-Ehringsdorf 13 (Karte)  |                                  | |    |  |
| weitere Bilder Fotos hochladen | Hainturm                                                        | Ehringsdorf, Forst Belvedere (Karte)     | 1828–1830                        | Aussichtsturm im Forst Belvedere                                                                                                 |    |  |

### Gaberndorf
Diese Liste enthält die Kulturdenkmale in Gaberndorf, einem Stadtteil von Weimar.

## Legende
- Bild: zeigt ein Bild des Kulturdenkmals und gegebenenfalls einen Link zu weiteren Fotos des Kulturdenkmals im Medienarchiv Wikimedia Commons
- Bezeichnung: Name, Bezeichnung oder die Art des Kulturdenkmals
- Lage: Wenn vorhanden Straßenname und Hausnummer des Kulturdenkmals; Grundsortierung der Liste erfolgt nach dieser Adresse. Der Link Karte führt zu verschiedenen Kartendarstellungen und nennt die Koordinaten des Kulturdenkmals.
 Kartenansicht, um Koordinaten zu setzen – in dieser Kartenansicht sind Kulturdenkmale ohne Koordinaten mit einem roten bzw. orangen Marker dargestellt und können in der Karte gesetzt werden. Kulturdenkmale ohne Bild sind mit einem blauen bzw. roten Marker gekennzeichnet, Kulturdenkmale mit Bild mit einem grünen bzw. orangen Marker.
- Datierung: gibt das Jahr der Fertigstellung beziehungsweise das Datum der Erstnennung oder den Zeitraum der Errichtung an
- Beschreibung: bauliche und geschichtliche Einzelheiten des Kulturdenkmals, vorzugsweise die Denkmaleigenschaften
- ID: Die ID identifiziert das Kulturdenkmal eindeutig. In Thüringen sind aktuell keine IDs veröffentlicht. In der ID-Spalte kann sich auch folgendes Icon  befinden, dies führt zu Angaben zu diesem Kulturdenkmal bei Wikidata.

## Denkmalliste
| Bild                           | Bezeichnung          | Lage                                                 | Datierung | Beschreibung                                                                                              | ID |
| ------------------------------ | -------------------- | ---------------------------------------------------- | --------- | --- | -- |
| weitere Bilder Fotos hochladen | Kirche               | Bei der Kirche 4 (Karte)                             |           | Kirche St. Albanus mit Ausstattung und Friedhof mit Umfassungsmauer, Torbogen und historischen Grabsteine |    |
| BW                             | Wappensteine         | Daasdorfer Straße 27 (Karte)                         |           | zwei Wappensteine                                                                                         |    |
| BW                             | Inschrifttafel       | Daasdorfer Straße 28 (Karte)                         |           | Inschrifttafel                                                                                            |    |
| BW                             | Waidstein            | Dorfring (ohne Nr.) (am südlichen Platzrand) (Karte) |           | Waidstein                                                                                                 |    |
| BW                             | Pfarrhaus            | Dorfring 2 (Karte)                                   |           | Pfarrhaus                                                                                                 |    |
| BW                             | ehemaliges Kammergut | Dorfring 8 (Karte)                                   |           | ehemaliges Kammergut                                                                                      |    |
| BW                             | Bohlenstube          | Frankens Ecke 3 (Karte)                              |           | Bohlenstube im Nebengebäude                                                                               |    |
| BW                             | Grenzstein           | Frankens Ecke, bei Nr. 46 (Karte)                    |           | Grenzstein                                                                                                |    |

### Gelmeroda
Diese Liste enthält die Kulturdenkmale in Gelmeroda, einem Stadtteil von Weimar.
| Bild                           | Bezeichnung          | Lage                                     | Datierung                   | Beschreibung | ID |
| ------------------------------ | -------------------- | ---------------------------------------- | --------------------------- | --- | -- |
| weitere Bilder Fotos hochladen | Dorfkirche Gelmeroda | Gelmeroda, Pfarrgasse (Karte)            | Anfang des 13. Jahrhunderts | Kirche mit Ausstattung und Kirchhof mit Ummauerung, historischen Grabsteinen und Grabstätte für sowjetische Zwangsarbeiter |    |
| BW                             | Haus Neufert         | Gelmeroda, Rudolstädter Straße 7 (Karte) |                             | Wohnhaus Ernst Neufert |    |

### Legefeld, einschließlich Holzdorf
Diese Liste enthält die Kulturdenkmale in Legefeld, einem Stadtteil von Weimar, einschließlich Holzdorf.

## Legende
- Bild: zeigt ein Bild des Kulturdenkmals und gegebenenfalls einen Link zu weiteren Fotos des Kulturdenkmals im Medienarchiv Wikimedia Commons
- Bezeichnung: Name, Bezeichnung oder die Art des Kulturdenkmals
- Lage: Wenn vorhanden Straßenname und Hausnummer des Kulturdenkmals; Grundsortierung der Liste erfolgt nach dieser Adresse. Der Link Karte führt zu verschiedenen Kartendarstellungen und nennt die Koordinaten des Kulturdenkmals.
 Kartenansicht, um Koordinaten zu setzen – in dieser Kartenansicht sind Kulturdenkmale ohne Koordinaten mit einem roten bzw. orangen Marker dargestellt und können in der Karte gesetzt werden. Kulturdenkmale ohne Bild sind mit einem blauen bzw. roten Marker gekennzeichnet, Kulturdenkmale mit Bild mit einem grünen bzw. orangen Marker.
- Datierung: gibt das Jahr der Fertigstellung beziehungsweise das Datum der Erstnennung oder den Zeitraum der Errichtung an
- Beschreibung: bauliche und geschichtliche Einzelheiten des Kulturdenkmals, vorzugsweise die Denkmaleigenschaften
- ID: Die ID identifiziert das Kulturdenkmal eindeutig. In Thüringen sind aktuell keine IDs veröffentlicht. In der ID-Spalte kann sich auch folgendes Icon  befinden, dies führt zu Angaben zu diesem Kulturdenkmal bei Wikidata.

## Denkmalliste
| Bild                                    | Bezeichnung       | Lage                                                         | Datierung | Beschreibung | ID |
| --------------------------------------- | ----------------- | ------------------------------------------------------------ | --------- | --- | -- |
| weitere Bilder Fotos hochladen          | Kirche            | Legefeld, Kirchgasse 3 (Karte)                               |           | Kirche St. Trinitatis mit Ausstattung, Kirchhof mit Ummauerung sowie historischen Grabsteinen, Kriegerdenkmal 1914/18 und Ehrendenkmal für die Völkerschlacht 1813 |    |
| BW                                      | Pfarrhof          | Am Dorfanger 38 (ehem. 39) (Karte)                           |           | Pfarrhof |    |
| Direkt Bild zu diesem Denkmal hochladen | Meilenstein       | B 85                                                         |           | Meilenstein (Gemarkung Legefeld, Flur 5, Flurstück 418) |    |
| weitere Bilder Fotos hochladen          | Autobahnmeisterei | Legefelder Hauptstraße 2, 4, 6, 8, 10, 14 (Karte)            |           | Autobahnmeisterei mit Dienst-, Werkstatt- und Wohngebäuden |    |
| BW                                      | Todesmarschstele  | Legefelder Hauptstraße (Karte)                               |           | Todesmarschstele (Gemarkung Legefeld, Flur 1, Flurstück 130/2) |    |
| BW                                      | Gehöft            | Zum Waldhof 5 (ehem. Am Herrenweg 74) (Karte)                |           | Gehöft |    |
| weitere Bilder Fotos hochladen          | Landgut Holzdorf  | Holzdorf, Otto-Krebs-Weg 1,5, 5a, 7 / Landgutallee 9 (Karte) |           | Landgut Holzdorf mit Park |    |

### Niedergrunstedt
Diese Liste enthält die Kulturdenkmale in Niedergrunstedt, einem Ortsteil von Weimar.

## Legende
- Bild: zeigt ein Bild des Kulturdenkmals und gegebenenfalls einen Link zu weiteren Fotos des Kulturdenkmals im Medienarchiv Wikimedia Commons
- Bezeichnung: Name, Bezeichnung oder die Art des Kulturdenkmals
- Lage: Wenn vorhanden Straßenname und Hausnummer des Kulturdenkmals; Grundsortierung der Liste erfolgt nach dieser Adresse. Der Link Karte führt zu verschiedenen Kartendarstellungen und nennt die Koordinaten des Kulturdenkmals.
 Kartenansicht, um Koordinaten zu setzen – in dieser Kartenansicht sind Kulturdenkmale ohne Koordinaten mit einem roten bzw. orangen Marker dargestellt und können in der Karte gesetzt werden. Kulturdenkmale ohne Bild sind mit einem blauen bzw. roten Marker gekennzeichnet, Kulturdenkmale mit Bild mit einem grünen bzw. orangen Marker.
- Datierung: gibt das Jahr der Fertigstellung beziehungsweise das Datum der Erstnennung oder den Zeitraum der Errichtung an
- Beschreibung: bauliche und geschichtliche Einzelheiten des Kulturdenkmals, vorzugsweise die Denkmaleigenschaften
- ID: Die ID identifiziert das Kulturdenkmal eindeutig. In Thüringen sind aktuell keine IDs veröffentlicht. In der ID-Spalte kann sich auch folgendes Icon  befinden, dies führt zu Angaben zu diesem Kulturdenkmal bei Wikidata.

## Denkmalliste
| Bild                           | Bezeichnung              | Lage                      | Datierung | Beschreibung | ID |
| ------------------------------ | ------------------------ | ------------------------- | --------- | --- | -- |
| BW                             | Denkmalensemble Ortskern | Ortskern (Karte)          |           | bauliche Gesamtanlage, Geltungsgbereich: Am Bäckerplatz 1, 10; Am Anger gesamt; Lindenstraße 21, 23, 25, 30, 32, 34, 36; Schulweg gesamt |    |
| Fotos hochladen                | ehemaliges Backhaus      | Am Bäckerplatz 1 (Karte)  |           | ehemaliges Backhaus |    |
| BW                             | Keller                   | Am Bäckerplatz 6 (Karte)  |           | Keller unter der Scheune |    |
| Fotos hochladen                | Brauhaus                 | Am Bäckerplatz 10 (Karte) |           | Brauhaus |    |
| Fotos hochladen                | Pfarrhaus                | Schulweg 2 (Karte)        |           | Pfarrhaus |    |
| weitere Bilder Fotos hochladen | Kirche                   | Schulweg 3 (Karte)        |           | Kirche St. Mauritius mit Ausstattung und Friedhof                                                                                        |    |
| Fotos hochladen                | ehemalige Schule         | Schulweg 4 (Karte)        |           | ehemalige Schule |    |

### Oberweimar
Diese Liste enthält die Kulturdenkmale in Oberweimar, einem Stadtteil von Weimar.

## Legende
- Bild: zeigt ein Bild des Kulturdenkmals und gegebenenfalls einen Link zu weiteren Fotos des Kulturdenkmals im Medienarchiv Wikimedia Commons
- Bezeichnung: Name, Bezeichnung oder die Art des Kulturdenkmals
- Lage: Wenn vorhanden Straßenname und Hausnummer des Kulturdenkmals; Grundsortierung der Liste erfolgt nach dieser Adresse. Der Link Karte führt zu verschiedenen Kartendarstellungen und nennt die Koordinaten des Kulturdenkmals.
 Kartenansicht, um Koordinaten zu setzen – in dieser Kartenansicht sind Kulturdenkmale ohne Koordinaten mit einem roten bzw. orangen Marker dargestellt und können in der Karte gesetzt werden. Kulturdenkmale ohne Bild sind mit einem blauen bzw. roten Marker gekennzeichnet, Kulturdenkmale mit Bild mit einem grünen bzw. orangen Marker.
- Datierung: gibt das Jahr der Fertigstellung beziehungsweise das Datum der Erstnennung oder den Zeitraum der Errichtung an
- Beschreibung: bauliche und geschichtliche Einzelheiten des Kulturdenkmals, vorzugsweise die Denkmaleigenschaften
- ID: Die ID identifiziert das Kulturdenkmal eindeutig. In Thüringen sind aktuell keine IDs veröffentlicht. In der ID-Spalte kann sich auch folgendes Icon  befinden, dies führt zu Angaben zu diesem Kulturdenkmal bei Wikidata.

## Denkmallisten

### Denkmalensemble Ortskern Oberweimar
bauliche Gesamtanlage § 2 Abs. 3 ThDSchG
Geltungsbereich: Bahnhofstraße 1;  Blumengasse 1a; Buchholzgasse 1, 2; Hohle Gasse 1, 3;  Ilmstraße 1, 2, 3, 4, 4a, 7,  9, 11; Klosterweg  gesamt inkl. Brücke zum Pappelgraben;  Martin-Luther-Straße 1, 2, 3, 4, 5, 6, 7, 8, 9, 10, 11, 12, 13, 14, 15, 16, 18;  Mittelstraße gesamt; Papierbach gesamt; Plan gesamt; Taubacher Straße 1, 3, 5, 7, 9, 9a, 11, 13, 15
| Bild                           | Bezeichnung  | Lage                                                                                   | Datierung | Beschreibung | ID |
| ------------------------------ | ------------ | -------------------------------------------------------------------------------------- | --------- | ------------ | -- |
| BW                             |              | Bahnhofstraße 1 (Karte)                                                                |           |              |    |
| BW                             |              | Blumengasse (Karte)                                                                    |           |              |    |
| BW                             |              | Buchholzgasse 1, 2 (Karte)                                                             |           |              |    |
| BW                             |              | Hohle Gasse 1, 3 (Karte)                                                               |           |              |    |
| BW                             |              | Ilmstraße 1, 2, 3, 4, 4a, 7, 9, 11 (Karte)                                             |           |              |    |
| BW                             |              | Klosterweg gesamt inkl. Brücke zum Pappelgraben (Karte)                                |           |              |    |
| BW                             |              | Martin-Luther-Straße 1, 2, 3, 4, 5, 6, 7, 8, 9, 10, 11, 12, 13, 14, 15, 16, 18 (Karte) |           |              |    |
| weitere Bilder Fotos hochladen | Mittelstraße | Mittelstraße gesamt (Karte)                                                            |           |              |    |
| weitere Bilder Fotos hochladen | Papierbach   | Papierbach gesamt (Karte)                                                              |           |              |    |
| BW                             |              | Plan gesamt (Karte)                                                                    |           |              |    |
| BW                             |              | Taubacher Straße 1, 3, 5, 7, 9, 9a, 11, 13, 15 (Karte)                                 |           |              |    |

### Einzeldenkmale in Oberweimar
| Bild                           | Bezeichnung                   | Lage                            | Datierung | Beschreibung | ID |
| ------------------------------ | ----------------------------- | ------------------------------- | --------- | --- | -- |
| weitere Bilder Fotos hochladen | Kirche                        | Klosterweg (Karte)              |           | Kirche St.Peter und Paul mit historischer Ausstattung                                                                                                |    |
| BW                             | Schule                        | Am Hartwege 2 (Karte)           |           | Schule mit Sporthalle und Freiflächengestaltung |    |
| Fotos hochladen                | Villa                         | Dichterweg 2a (Karte)           |           | Villa Haar |    |
| Fotos hochladen                | Wohnhaus                      | Franz-Bunke-Weg 10 (Karte)      |           | Wohnhaus |    |
| weitere Bilder Fotos hochladen | Deutsches Bienenmuseum        | Oberweimar, Ilmstraße 3 (Karte) | 1907      | Das Deutsche Bienenmuseum zu Weimar befindet sich seit seinem fünfzigjährigen Jubiläum 1957 im ehemaligen Landgasthof Goldener Schwan in Oberweimar. |    |
| BW                             | ehemaliges Kammergut          | Klosterweg 5 (Karte)            |           | ehem. Kammergut mit Stall- und Lagergebäuden, Mühlgraben und Wehr                                                                                    |    |
| Fotos hochladen                | Mühle                         | Klosterweg 8 (Karte)            |           | Klostermühle |    |
| Fotos hochladen                | Haus Heydenreich              | Martin-Luther-Straße 8 (Karte)  |           | Haus Heydenreich mit Garten, Gartenhaus und Pförtnerhaus                                                                                             |    |
| BW                             | Friedhof                      | Martin-Luther-Straße (Karte)    |           | Friedhof mit Ummauerung, 6 barocken Grabsteinen, Grabstätten Heydenreich, A. Olbricht und T. Bauer-Pezellen                                          |    |
| BW                             |                               | Merketalstraße 23 (Karte)       |           | siehe Denkmalliste Stadt Weimar |    |
| BW                             | Hofanlage                     | Mittelstraße 6 (Karte)          |           | Hofanlage |    |
| Fotos hochladen                | soggenanntes Münchhausen-Haus | Mittelstraße 16 (Karte)         |           | sogenanntes Münchhausen-Haus |    |
| BW                             | Pfarrhaus                     | Plan 2 (Karte)                  |           | Pfarrhaus |    |
| Fotos hochladen                | Brücke                        | Steinbrückenweg (Karte)         |           | Natursteinbrücke |    |
| Fotos hochladen                | Mühle                         | Taubacher Straße 14 (Karte)     |           | ehem. Walkmühle |    |

### Possendorf
Diese Liste enthält die Kulturdenkmale in Possendorf, einem Stadtteil von Weimar.

## Legende
- Bild: zeigt ein Bild des Kulturdenkmals und gegebenenfalls einen Link zu weiteren Fotos des Kulturdenkmals im Medienarchiv Wikimedia Commons
- Bezeichnung: Name, Bezeichnung oder die Art des Kulturdenkmals
- Lage: Wenn vorhanden Straßenname und Hausnummer des Kulturdenkmals; Grundsortierung der Liste erfolgt nach dieser Adresse. Der Link Karte führt zu verschiedenen Kartendarstellungen und nennt die Koordinaten des Kulturdenkmals.
 Kartenansicht, um Koordinaten zu setzen – in dieser Kartenansicht sind Kulturdenkmale ohne Koordinaten mit einem roten bzw. orangen Marker dargestellt und können in der Karte gesetzt werden. Kulturdenkmale ohne Bild sind mit einem blauen bzw. roten Marker gekennzeichnet, Kulturdenkmale mit Bild mit einem grünen bzw. orangen Marker.
- Datierung: gibt das Jahr der Fertigstellung beziehungsweise das Datum der Erstnennung oder den Zeitraum der Errichtung an
- Beschreibung: bauliche und geschichtliche Einzelheiten des Kulturdenkmals, vorzugsweise die Denkmaleigenschaften
- ID: Die ID identifiziert das Kulturdenkmal eindeutig. In Thüringen sind aktuell keine IDs veröffentlicht. In der ID-Spalte kann sich auch folgendes Icon  befinden, dies führt zu Angaben zu diesem Kulturdenkmal bei Wikidata.

## Denkmalliste
| Bild                           | Bezeichnung | Lage                            | Datierung | Beschreibung                                                                 | ID |
| ------------------------------ | ----------- | ------------------------------- | --------- | ---------------------------------------------------------------------------- | -- |
| BW                             | Gehöft      | Possendorf, Am Wall 6 (Karte)   |           | Gehöft                                                                       |    |
| BW                             | Gehöft      | Possendorf, Am Wall 8 (Karte)   |           | Gehöft                                                                       |    |
| BW                             | Gehöft      | Possendorf, Am Wall 10 (Karte)  |           | Gehöft                                                                       |    |
| weitere Bilder Fotos hochladen | Kirche      | Possendorf, Im Dorfe (Karte)    |           | Kirche mit Ausstattung, Friedhof mit Ummauerung und historischen Grabsteinen |    |
| BW                             | Gehöft      | Possendorf, Im Dorfe 16 (Karte) |           | Gehöft                                                                       |    |

### Schöndorf
Diese Liste enthält die Kulturdenkmale in Schöndorf, einem Stadtteil von Weimar.

## Legende
- Bild: zeigt ein Bild des Kulturdenkmals und gegebenenfalls einen Link zu weiteren Fotos des Kulturdenkmals im Medienarchiv Wikimedia Commons
- Bezeichnung: Name, Bezeichnung oder die Art des Kulturdenkmals
- Lage: Wenn vorhanden Straßenname und Hausnummer des Kulturdenkmals; Grundsortierung der Liste erfolgt nach dieser Adresse. Der Link Karte führt zu verschiedenen Kartendarstellungen und nennt die Koordinaten des Kulturdenkmals.
 Kartenansicht, um Koordinaten zu setzen – in dieser Kartenansicht sind Kulturdenkmale ohne Koordinaten mit einem roten bzw. orangen Marker dargestellt und können in der Karte gesetzt werden. Kulturdenkmale ohne Bild sind mit einem blauen bzw. roten Marker gekennzeichnet, Kulturdenkmale mit Bild mit einem grünen bzw. orangen Marker.
- Datierung: gibt das Jahr der Fertigstellung beziehungsweise das Datum der Erstnennung oder den Zeitraum der Errichtung an
- Beschreibung: bauliche und geschichtliche Einzelheiten des Kulturdenkmals, vorzugsweise die Denkmaleigenschaften
- ID: Die ID identifiziert das Kulturdenkmal eindeutig. In Thüringen sind aktuell keine IDs veröffentlicht. In der ID-Spalte kann sich auch folgendes Icon  befinden, dies führt zu Angaben zu diesem Kulturdenkmal bei Wikidata.

## Denkmalliste
| Bild                           | Bezeichnung            | Lage                         | Datierung | Beschreibung                       | ID |
| ------------------------------ | ---------------------- | ---------------------------- | --------- | ---------------------------------- | -- |
| weitere Bilder Fotos hochladen | St. Stephanus          | Hauptstraße 5 (Karte)        |           | St.-Stephanus-Kirche mit Pfarrhaus |    |
| weitere Bilder Fotos hochladen | St. Bonifatius         | Edith-Stein-Straße 1 (Karte) |           | St. Bonifatius mit ehem. Pfarrhaus |    |
| weitere Bilder Fotos hochladen | Rosa-Luxemburg-Denkmal | Rosa-Luxemburg-Platz (Karte) | 1959      | Rosa-Luxemburg-Denkmal             |    |

### Süßenborn
Diese Liste enthält die Kulturdenkmale in Süßenborn, einem Stadtteil von Weimar.

## Legende
- Bild: zeigt ein Bild des Kulturdenkmals und gegebenenfalls einen Link zu weiteren Fotos des Kulturdenkmals im Medienarchiv Wikimedia Commons
- Bezeichnung: Name, Bezeichnung oder die Art des Kulturdenkmals
- Lage: Wenn vorhanden Straßenname und Hausnummer des Kulturdenkmals; Grundsortierung der Liste erfolgt nach dieser Adresse. Der Link Karte führt zu verschiedenen Kartendarstellungen und nennt die Koordinaten des Kulturdenkmals.
 Kartenansicht, um Koordinaten zu setzen – in dieser Kartenansicht sind Kulturdenkmale ohne Koordinaten mit einem roten bzw. orangen Marker dargestellt und können in der Karte gesetzt werden. Kulturdenkmale ohne Bild sind mit einem blauen bzw. roten Marker gekennzeichnet, Kulturdenkmale mit Bild mit einem grünen bzw. orangen Marker.
- Datierung: gibt das Jahr der Fertigstellung beziehungsweise das Datum der Erstnennung oder den Zeitraum der Errichtung an
- Beschreibung: bauliche und geschichtliche Einzelheiten des Kulturdenkmals, vorzugsweise die Denkmaleigenschaften
- ID: Die ID identifiziert das Kulturdenkmal eindeutig. In Thüringen sind aktuell keine IDs veröffentlicht. In der ID-Spalte kann sich auch folgendes Icon  befinden, dies führt zu Angaben zu diesem Kulturdenkmal bei Wikidata.

## Denkmalliste
| Bild                           | Bezeichnung  | Lage                     | Datierung | Beschreibung                                                                 | ID |
| ------------------------------ | ------------ | ------------------------ | --------- | ---------------------------------------------------------------------------- | -- |
| weitere Bilder Fotos hochladen | Kirche       | Kirchweg (Karte)         |           | Kirche Zu den vierzehn Heiligen mit Ausstattung und Kirchhof mit Einfriedung |    |
| BW                             | Gedenkstätte | Kirchweg (Karte)         |           | Gedenkstätte für 5 ermordete KZ-Häftlinge                                    |    |
| BW                             | Schule       | Bornstraße 2 (Karte)     |           | Schule, heute Wohnhaus                                                       |    |
| Fotos hochladen                | Brunnenstube | Dorfplatz (Karte)        |           | Brunnenstube                                                                 |    |
| weitere Bilder Fotos hochladen | Gasthaus     | Landhausallee 12 (Karte) |           | Gasthaus Süßenborn                                                           |    |

### Taubach
Diese Liste enthält die Kulturdenkmale in Taubach, einem Ortsteil von Weimar.

## Legende
- Bild: zeigt ein Bild des Kulturdenkmals und gegebenenfalls einen Link zu weiteren Fotos des Kulturdenkmals im Medienarchiv Wikimedia Commons
- Bezeichnung: Name, Bezeichnung oder die Art des Kulturdenkmals
- Lage: Wenn vorhanden Straßenname und Hausnummer des Kulturdenkmals; Grundsortierung der Liste erfolgt nach dieser Adresse. Der Link Karte führt zu verschiedenen Kartendarstellungen und nennt die Koordinaten des Kulturdenkmals.
 Kartenansicht, um Koordinaten zu setzen – in dieser Kartenansicht sind Kulturdenkmale ohne Koordinaten mit einem roten bzw. orangen Marker dargestellt und können in der Karte gesetzt werden. Kulturdenkmale ohne Bild sind mit einem blauen bzw. roten Marker gekennzeichnet, Kulturdenkmale mit Bild mit einem grünen bzw. orangen Marker.
- Datierung: gibt das Jahr der Fertigstellung beziehungsweise das Datum der Erstnennung oder den Zeitraum der Errichtung an
- Beschreibung: bauliche und geschichtliche Einzelheiten des Kulturdenkmals, vorzugsweise die Denkmaleigenschaften
- ID: Die ID identifiziert das Kulturdenkmal eindeutig. In Thüringen sind aktuell keine IDs veröffentlicht. In der ID-Spalte kann sich auch folgendes Icon  befinden, dies führt zu Angaben zu diesem Kulturdenkmal bei Wikidata.

## Denkmalliste
| Bild                           | Bezeichnung         | Lage                    | Datierung | Beschreibung                                         | ID |
| ------------------------------ | ------------------- | ----------------------- | --------- | ---------------------------------------------------- | -- |
| weitere Bilder Fotos hochladen | Kirche              | Kirchplatz (Karte)      |           | Kirche St. Ursula mit Ausstattung und ehem. Friedhof |    |
| BW                             | ehemaliger Pfarrhof | Ilmtalstraße 24 (Karte) |           | ehemaliger Pfarrhof                                  |    |
| BW                             | Gehöft              | Ilmtalstraße 42 (Karte) |           | Gehöft                                               |    |
| weitere Bilder Fotos hochladen | Ilmmühle            | Mühlenweg 2 (Karte)     |           | Ilmmühle mit Mühlwehr                                |    |

### Tiefurt
Diese Liste enthält die Kulturdenkmale in Tiefurt, einem Ortsteil von Weimar.

## Legende
- Bild: zeigt ein Bild des Kulturdenkmals und gegebenenfalls einen Link zu weiteren Fotos des Kulturdenkmals im Medienarchiv Wikimedia Commons
- Bezeichnung: Name, Bezeichnung oder die Art des Kulturdenkmals
- Lage: Wenn vorhanden Straßenname und Hausnummer des Kulturdenkmals; Grundsortierung der Liste erfolgt nach dieser Adresse. Der Link Karte führt zu verschiedenen Kartendarstellungen und nennt die Koordinaten des Kulturdenkmals.
 Kartenansicht, um Koordinaten zu setzen – in dieser Kartenansicht sind Kulturdenkmale ohne Koordinaten mit einem roten bzw. orangen Marker dargestellt und können in der Karte gesetzt werden. Kulturdenkmale ohne Bild sind mit einem blauen bzw. roten Marker gekennzeichnet, Kulturdenkmale mit Bild mit einem grünen bzw. orangen Marker.
- Datierung: gibt das Jahr der Fertigstellung beziehungsweise das Datum der Erstnennung oder den Zeitraum der Errichtung an
- Beschreibung: bauliche und geschichtliche Einzelheiten des Kulturdenkmals, vorzugsweise die Denkmaleigenschaften
- ID: Die ID identifiziert das Kulturdenkmal eindeutig. In Thüringen sind aktuell keine IDs veröffentlicht. In der ID-Spalte kann sich auch folgendes Icon  befinden, dies führt zu Angaben zu diesem Kulturdenkmal bei Wikidata.

## Denkmallisten

### Denkmalensemble Ortskern Tiefurt
bauliche Gesamtanlage § 2 Abs. 3 ThDSchG; Geltungsgbereich: An der Kirche gesamt, Hauptstraße gesamt, Langer Weg 2, 4, 6

| Bild                           | Bezeichnung | Lage                           | Datierung | Beschreibung         | ID |
| ------------------------------ | ----------- | ------------------------------ | --------- | -------------------- | -- |
| weitere Bilder Fotos hochladen |             | Tiefurt, An der Kirche (Karte) |           | An der Kirche gesamt |    |
| BW                             |             | Tiefurt, Hauptstraße (Karte)   |           | Hauptstraße gesamt   |    |
| BW                             |             | Tiefurt, Langer Weg 2 (Karte)  |           |                      |    |
| BW                             |             | Tiefurt, Langer Weg 4 (Karte)  |           |                      |    |
| BW                             |             | Tiefurt, Langer Weg 6 (Karte)  |           |                      |    |

### Denkmalensemble Schloss und Park Tiefurt
Sachgesamtheit nach § 2 Abs. 1 ThDSchG; Geltungsbereich: innerhalb Robert-Blum-Straße – Denstedter Straße – nördlicher Geländekante – Ortslage Tiefurt
Schloss und Schlosspark mit Musentempel, Teehäuschen, Holzbrücke, Virgilgrab, Schauplatz des Singspiels „Die Fischerin“ (Anlegestelle an der Ilm), Sonnenuhr beim Schloss sowie den Gedenksteinen bzw. Kleinplastiken: Herderstein, Mozartdenkmal, Wielands Lieblingsplatz, Gedenkstein für Prinz Leopold, Kenotaph für Prinz Constantin, Gedenkplatz „Amor als Nachtigallenfütterer“, Stein mit Inschrift

| Bild                           | Bezeichnung             | Lage                          | Datierung | Beschreibung                                                                     | ID |
| ------------------------------ | ----------------------- | ----------------------------- | --------- | -------------------------------------------------------------------------------- | -- |
| weitere Bilder Fotos hochladen | Schloss und Schlosspark | (Karte)                       |           | Schloss und Schlosspark                                                          |    |
| weitere Bilder Fotos hochladen | Tempel                  | (Karte)                       |           | Musentempel                                                                      |    |
| weitere Bilder Fotos hochladen | Teehäuschen             | (Karte)                       |           | Teehäuschen                                                                      |    |
| Fotos hochladen                | Brücke                  | (Karte)                       |           | Holzbrücke                                                                       |    |
| BW                             | Grab                    | (Karte)                       | 1776      | Vergilgrab                                                                       |    |
| Fotos hochladen                | Schauplatz              | (Karte)                       |           | Schauplatz des Singspiels „Die Fischerin“ (Anlegestelle an der Ilm)              |    |
| Fotos hochladen                | Sonnenuhr               | (Karte)                       |           | Sonnenuhr im Schlosspark Tiefurt                                                 |    |
| Fotos hochladen                | Gedenkstein             | (Karte)                       |           | Herderstein                                                                      |    |
| weitere Bilder Fotos hochladen | Statue                  | (Karte)                       | 1799      | Mozartdenkmal                                                                    |    |
| Fotos hochladen                | Wielands Lieblingsplatz | (Karte)                       |           | Büste des Christoph Martin Wieland von Johann Gottfried Schadow, Tisch und Bänke |    |
| Fotos hochladen                | Gedenkstein             | (Karte)                       |           | Gedenkstein für Prinz Leopold von Braunschweig-Wolfenbüttel (Weimar)             |    |
| Fotos hochladen                | Kenotaph                | (Karte)                       |           | Kenotaph für Prinz Constantin                                                    |    |
| Fotos hochladen                | Gedenkplatz             | (Karte)                       |           | Gedenkplatz „Amor als Nachtigallenfütterer“                                      |    |
| Fotos hochladen                | Stein                   | Koordinaten fehlen! Hilf mit. |           | Stein mit Inschrift                                                              |    |

### Einzeldenkmale in Tiefurt
| Bild                                    | Bezeichnung      | Lage                         | Datierung | Beschreibung                                                                       | ID    |
| --------------------------------------- | ---------------- | ---------------------------- | --------- | ---------------------------------------------------------------------------------- | ----- |
| weitere Bilder Fotos hochladen          | Kirche           | An der Kirche (Karte)        |           | Kirche St. Christopherus mit Ausstattung und Friedhof mit historischen Grabsteinen |       |
| weitere Bilder Fotos hochladen          | ehemalige Fabrik | Hauptstraße 19 / 19a (Karte) |           | ehem. Kartonagenfabrik mit Trockenschuppen                                         |       |
| Fotos hochladen                         | Steinkreuz       | Hauptstraße (Karte)          |           | Steinkreuz                                                                         |       |
| weitere Bilder Fotos hochladen          | Brücke           | Robert-Blum-Straße (Karte)   | 1887      | steinerne Zweibogenbrücke über die Ilm                                             | [ 1 ] |
| Direkt Bild zu diesem Denkmal hochladen | Steinkreuz       | Außenbereich: Am Kreuzchen   |           | Steinkreuz                                                                         |       |

### Tröbsdorf
Diese Liste enthält die Kulturdenkmale in Tröbsdorf, einem Stadtteil von Weimar.

## Legende
- Bild: zeigt ein Bild des Kulturdenkmals und gegebenenfalls einen Link zu weiteren Fotos des Kulturdenkmals im Medienarchiv Wikimedia Commons
- Bezeichnung: Name, Bezeichnung oder die Art des Kulturdenkmals
- Lage: Wenn vorhanden Straßenname und Hausnummer des Kulturdenkmals; Grundsortierung der Liste erfolgt nach dieser Adresse. Der Link Karte führt zu verschiedenen Kartendarstellungen und nennt die Koordinaten des Kulturdenkmals.
 Kartenansicht, um Koordinaten zu setzen – in dieser Kartenansicht sind Kulturdenkmale ohne Koordinaten mit einem roten bzw. orangen Marker dargestellt und können in der Karte gesetzt werden. Kulturdenkmale ohne Bild sind mit einem blauen bzw. roten Marker gekennzeichnet, Kulturdenkmale mit Bild mit einem grünen bzw. orangen Marker.
- Datierung: gibt das Jahr der Fertigstellung beziehungsweise das Datum der Erstnennung oder den Zeitraum der Errichtung an
- Beschreibung: bauliche und geschichtliche Einzelheiten des Kulturdenkmals, vorzugsweise die Denkmaleigenschaften
- ID: Die ID identifiziert das Kulturdenkmal eindeutig. In Thüringen sind aktuell keine IDs veröffentlicht. In der ID-Spalte kann sich auch folgendes Icon  befinden, dies führt zu Angaben zu diesem Kulturdenkmal bei Wikidata.

## Denkmalliste
| Bild                           | Bezeichnung    | Lage                     | Datierung | Beschreibung                      | ID |
| ------------------------------ | -------------- | ------------------------ | --------- | --------------------------------- | -- |
| weitere Bilder Fotos hochladen | Kirche         | St.-Marienstraße (Karte) |           | Kirche St. Marien mit Ausstattung |    |
| Fotos hochladen                | Kriegerdenkmal | St.-Marienstraße (Karte) |           | Kriegerdenkmal Erster Weltkrieg   |    |